# Metassamia sexdentata
Metassamia sexdentata – gatunek kosarza z podrzędu Laniatores i rodziny Assamiidae.

## Występowanie
Gatunek został wykazany z Birmy.